# Nishizawa Yoshiya
Yoshiya Nishizawa (西澤 代志也 Nishizawa Yoshiya, sinh ngày 13 tháng 6 năm 1987 ở Iruma, Saitama) là một cầu thủ bóng đá người Nhật Bản hiện tại thi đấu cho Tochigi SC.

## Thống kê sự nghiệp
Cập nhật đến ngày 23 tháng 2 năm 2017.
| Thành tích câu lạc bộ | Thành tích câu lạc bộ | Thành tích câu lạc bộ | Giải vô địch | Giải vô địch | Cúp                   | Cúp                   | Cúp Liên đoàn | Cúp Liên đoàn | Châu lục | Châu lục  | Tổng cộng | Tổng cộng |
| Mùa giải              | Câu lạc bộ            | Giải vô địch          | Số trận      | Bàn thắng    | Số trận               | Bàn thắng             | Số trận       | Bàn thắng     | Số trận  | Bàn thắng | Số trận   | Bàn thắng |
| Nhật Bản              | Nhật Bản              | Nhật Bản              | Giải vô địch | Giải vô địch | Cúp Hoàng đế Nhật Bản | Cúp Hoàng đế Nhật Bản | J. League Cup | J. League Cup | AFC      | AFC       | Tổng cộng | Tổng cộng |
| --------------------- | --------------------- | --------------------- | ------------ | ------------ | --------------------- | --------------------- | ------------- | ------------- | -------- | --------- | --------- | --------- |
| 2006                  | Urawa Red Diamonds    | J1 League             | 0            | 0            | 0                     | 0                     | 0             | 0             | -        | -         | 0         | 0         |
| 2007                  | Urawa Red Diamonds    | J1 League             | 0            | 0            | 0                     | 0                     | 0             | 0             | 0        | 0         | 0         | 0         |
| 2008                  | Urawa Red Diamonds    | J1 League             | 0            | 0            | 1                     | 0                     | 2             | 0             | 0        | 0         | 3         | 0         |
| 2009                  | Urawa Red Diamonds    | J1 League             | 7            | 0            | 0                     | 0                     | 7             | 1             | -        | -         | 14        | 1         |
| 2010                  | Urawa Red Diamonds    | J1 League             | 0            | 0            | -                     | -                     | 0             | 0             | -        | -         | 0         | 0         |
| 2010                  | Thespa Kusatsu        | J2 League             | 17           | 0            | 1                     | 0                     | -             | -             | -        | -         | 18        | 0         |
| 2011                  | Tochigi SC            | J2 League             | 15           | 0            | 0                     | 0                     | -             | -             | -        | -         | 15        | 0         |
| 2012                  | Tochigi SC            | J2 League             | 9            | 0            | 0                     | 0                     | -             | -             | -        | -         | 9         | 0         |
| 2013                  | Tochigi SC            | J2 League             | 12           | 0            | 0                     | 0                     | -             | -             | -        | -         | 12        | 0         |
| 2014                  | Tochigi SC            | J2 League             | 27           | 0            | 0                     | 0                     | -             | -             | -        | -         | 27        | 0         |
| 2015                  | Tochigi SC            | J2 League             | 8            | 0            | 0                     | 0                     | -             | -             | -        | -         | 8         | 0         |
| 2016                  | Tochigi SC            | J3 League             | 23           | 1            | 0                     | 0                     | -             | -             | -        | -         | 23        | 1         |
| Tổng cộng sự nghiệp   | Tổng cộng sự nghiệp   | Tổng cộng sự nghiệp   | 118          | 1            | 2                     | 0                     | 9             | 1             | 0        | 0         | 129       | 2         |